# Вейн Тауншип (округ Ері, Пенсільванія)
Вейн Тауншип (англ. Wayne Township) — селище (англ. township) в США, в окрузі Ері штату Пенсільванія. Населення — 1540 осіб (2020).

## Демографія
Згідно з переписом 2010 року, у селищі мешкало 1659 осіб у 644 домогосподарствах у складі 495 родин. Було 709 помешкань
Расовий склад населення:
| - 98,6 % — білих - 0,4 % — азіатів - 0,2 % — чорних або афроамериканців - 0,1 % — корінних американців |

До двох чи більше рас належало 0,7 %. Частка іспаномовних становила 0,1 % від усіх жителів.
За віковим діапазоном населення розподілялося таким чином: 21,7 % — особи молодші 18 років, 63,4 % — особи у віці 18—64 років, 14,9 % — особи у віці 65 років та старші. Медіана віку мешканця становила 44,1 року. На 100 осіб жіночої статі у селищі припадало 102,6 чоловіків;  на 100 жінок у віці від 18 років та старших — 100,8 чоловіків також старших 18 років.
Середній дохід на одне домашнє господарство  становив 62 275 доларів США (медіана — 52 426), а середній дохід на одну сім'ю — 70 631 долар (медіана — 60 875). Медіана доходів становила 50 395 доларів для чоловіків та 30 991 долар для жінок. За межею бідності перебувало 8,2 % осіб, у тому числі 8,8 % дітей у віці до 18 років та 7,0 % осіб у віці 65 років та старших.
Цивільне працевлаштоване населення становило 803 особи. Основні галузі зайнятості: освіта, охорона здоров'я та соціальна допомога — 26,5 %, виробництво — 22,8 %, роздрібна торгівля — 10,7 %, будівництво — 7,2 %.